# جوناثون يونغ
جوناثون يونغ هو ممثل كندي، ولد في 8 مايو 1973 في ريتشموند هيل في كندا.

## أعمال

### أفلام
- (2000) تريكسي
- (2005) الضباب[4]

## وصلات خارجية
- الموقع الرسمي
- جوناثون يونغ على موقع IMDb (الإنجليزية)
- جوناثون يونغ على موقع ألو سيني (الفرنسية)
- جوناثون يونغ على موقع أول موفي (الإنجليزية)
- جوناثون يونغ على موقع قاعدة بيانات الأفلام السويدية (السويدية)
- جوناثون يونغ على موقع قاعدة بيانات الفيلم (الإنجليزية)
- جوناثون يونغ على موقع كينوبويسك (الروسية)